# 40 (عدد)
40 (أربعون) هو عدد طبيعي يلي العدد 39 ويسبق العدد 41.
- هو عدد شبه مثالي لأنه يساوي مجموع بعض ققواسمه (مثلاً 1+4+5+10+20=40 أو 2+8+10+20=40)
  - يساوي مجموع من الأعداد من قوى العدد ثلاثة 30 + 31 + 32 + 33=1+3+9+27=40

## في الدين والعادات
- ذكر الرقم أربعين في القرآن أربع مرات بنفس اللفظ.[1]
- أربعين الميت هي عادة الذهاب إلى قبر الميت، أو إلى أهله بعد أربعين يوماً من وفاته، وتسمى ذكرى الأربعين.
- الأربعين هي ذكرى للمسلمين الشيعة في كل يوم 20 صفر من العام الهجري، يحيون فيها ذكرى مرور أربعين يوماً على مقتل الإمام الحسين بن علي في معركة كربلاء.
- مقدار زكاة المال 2.5% من مقدار نصاب الزكاة، وهو يشكل جزءاً من بين أربعين جزءاً من المال، ويؤكد ذلك الحديث المروي عن نبي الإسلام محمد عن ابن عمر، وعائشة «أن النَّبِيَّ ﷺ كَانَ يَأْخُذُ مِنْ كُلِّ عِشْرِينَ دِينَارًا فَصَاعِدًا نِصْفَ دِينَارٍ، وَمِنْ الْأَرْبَعِينَ دِينَارًا دِينَارًا».[2]
- أربعين سنة هي مدة تيه بني إسرائيل في الأرض.

## أعمال فنية
ورد ذكر الرقم أربعين في عدد من الأعمال الفنية، مثل:
- حب في الأربعين
- علي بابا والأربعين حرامي عن قصة علي بابا والأربعون حرامي.

## وصلات خارجية
العدد 40